# Hama Kabir
Hama Kabir (arab. ‏حما كبير‎) – wieś w Syrii, w muhafazie Aleppo, w dystrykcie Manbidż. W 2004 roku liczyła 137 mieszkańców.